# Hachee
Hachee is een traditioneel stoofgerecht op basis van blokjes vlees, vis of gevogelte, en groenten. De in Nederland veel gegeten hachee op basis van rundvlees, uien, meel, bouillon en zuur (meestal azijn en wijn) wordt tot de typisch Nederlandse keuken gerekend.
De vrij dikke jus wordt op smaak gebracht met bijvoorbeeld peperbollen, kruidnagels en laurier. Hachee wordt vaak geserveerd in combinatie met rodekool, appel of appelmoes en aardappelen, met rijst of met hutspot.

## Herkomst
Het woord hachee is afkomstig van het Franse woord voor hakken: hacher. Hachees komen al voor in beschrijvingen van middeleeuwse buffetten, hoewel bereidingswijzen en exacte ingrediënten daarin meestal niet naar voren komen. Het gerecht ontstond waarschijnlijk doordat resten van braadvlees opnieuw werden gebruikt, met de groenten die op dat moment beschikbaar waren. Zure of zoetzure vloeistoffen, zoals wijn of azijn, werden toegevoegd om het vlees malser te maken.